# أنطوان ديوت
أنطوان ديوت (بالفرنسية: Antoine Diot) مواليد 17 يناير 1989، هو لاعب كرة سلة فرنسي يلعب مع فريق ستراسبورغ أي جي ويحمل الرقم 8. يبلغ طوله 6 قدم 4 بوصة (1.9 م).

## فرق لعب لها
- لو مان سارت باسكت
- باريس لوفالوا
- ستراسبورغ أي جي

## الميداليات
| الميدالية | المسابقة                         |
| --------- | -------------------------------- |
| برونزية   | بطولة كأس العالم لكرة السلة 2014 |
| ذهبية     | بطولة أمم أوروبا لكرة السلة 2013 |

## روابط خارجية
- أنطوان ديوت على موقع الاتحاد الدولي لكرة السلة (الإنجليزية)
- أنطوان ديوت على موقع الدوري الأوروبي لكرة السلة (الإنجليزية)
- أنطوان ديوت على موقع الدوري الإسباني لكرة السلة (الإسبانية)
- أنطوان ديوت على موقع كرة السلة الأوروبية.كوم (الإنجليزية)
- أنطوان ديوت على موقع DraftExpress.com (الإنجليزية)
- أنطوان ديوت على موقع ريلجم (الإنجليزية)
- أنطوان ديوت على موقع بروبوليرز (الإنجليزية)
- أنطوان ديوت على موقع سبورتس رفرنس (الإنجليزية)
- أنطوان ديوت على موقع اللجنة الأولمبية الدولية (الإنجليزية)
- أنطوان ديوت على موقع أوليمبيديا (الإنجليزية)